# DM i ishockey for kvinder 2004-05
DM i ishockey for kvinder 2004-05 var turneringen om det 16. DM i ishockey for kvinder. De to bedste hold fra hver landsdel gik videre slutspillet om DM-medaljer.
Mesterskabet blev vundet af Rødovre Skøjte & Ishockey Klub, som vandt DM-titlen for kvinder for fjerde gang i alt. I finalen vandt Rødovre SIK med 2-1 over de forsvarende mestre fra Herlev Eagles. Dermed fik Rødovre-kvinderne revanche for nederlaget til netop Herlev Eagles i DM-finalen året før.
Bronzemedaljerne gik til Frederikshavn IK, som i bronzekampen besejrede Herning IK med 4-1.

## Stillinger og resultater

### DM-slutspil
De to bedste hold fra hver landsdel, i alt fire hold, spillede slutspil om fordelingen af DM-medaljerne. Slutspillet blev spillet i Gladsaxe Skøjtehal i Gladsaxe den 5. – 6. marts 2005. De fire hold blev parret i to semifinaler, og vinderne gik videre til finalen, mens taberne gik videre til bronzekampen.

#### Semifinaler
| Dato     | Kl.   | Kamp                           | Res. |
| -------- | ----- | ------------------------------ | ---- |
| 5. marts | 12:00 | Frederikshavn IK - Rødovre SIK | 3−4  |
| 5. marts | 15:00 | Herlev Eagles - Herning IK     | 5−0  |

#### Bronzekamp
| Dato     | Kl.   | Kamp                          | Res. |
| -------- | ----- | ----------------------------- | ---- |
| 6. marts | 08:30 | Herning IK - Frederikshavn IK | 1−4  |

#### Finale
| Dato     | Kl.   | Kamp                        | Res. |
| -------- | ----- | --------------------------- | ---- |
| 6. marts | 10:45 | Rødovre SIK - Herlev Eagles | 2−1  |